# Conrad Christensen
Conrad Adolf Christensen (Oslo, 25 gennaio 1882 – Oslo, 30 dicembre 1950) è stato un ginnasta norvegese.

## Palmarès

### Olimpiadi
- 1 medaglia:
  - 1 bronzo (Stoccolma 1912 nel concorso svedese a squadre)